# Guy Davenport
Guy Mattison Davenport (23 de noviembre de 1927 – 4 de enero de 2005) fue un escritor, traductor, ilustrador, pintor, intelectual y profesor norteamericano.

## Biografía
Guy Davenport nació en Anderson, Carolina del Sur, en las colinas de Appalachia el 23 de noviembre de 1927. Su padre trabajaba para la agencia Railway Express. Davenport dijo que solo devino lector a la edad de 10 años, cuando un vecino le regaló una de las series de Tarzán. A los once años abrió un periódico barrial, dibujando todas las ilustraciones y escribiendo todos los artículos.
A la edad de trece años se rompió la pierna derecha patinando y estuvo en cama durante un tiempo. Fue ahí cuando comenzó a leer con real interés, comenzando por una biografía de Leonardo.
Dejó temprano la escuela secundaria para entrar a la Universidad de Duke un par de semanas después de su décimoséptimo cumpleaños. En Duke estudió arte (con Clare Leighton), graduándose en literatura clásica e inglesa.